# Autoba wallengreni
Autoba wallengreni là một loài bướm đêm trong họ Erebidae.